# Marie Thérèse Rodet Geoffrin
Marie Thérèse Rodet Geoffrin (ur. 26 czerwca 1699, zm. 6 października 1777) – gospodyni jednego z paryskich salonów literackich w okresie oświecenia. Prowadzony przez nią salon wywarł duży wpływ na rozwój francuskiej literatury i sztuki tego okresu.

## Życiorys
Urodziła się w rodzinie mieszczańskiej. Osierocona w wieku siedmiu lat, wychowywana była przez babkę, Madame Chemineau, która jak to było w tych czasach w zwyczaju, zadbała o jej wykształcenie tylko w niewielkim stopniu. 19 lipca 1713 Marie wyszła za mąż za Pierre’a François Geoffrin, fabrykanta luster, który zmarł w 1750.
Od wczesnej młodości Madamme Geoffrin marzyła o tym, aby mieć w Paryżu salon, którego stanowiłaby centrum. Stała się jednak znana wśród towarzyskiej śmietanki Paryża dopiero kiedy dobiegała już pięćdziesiątki. Wiele nauczyła się często goszcząc w salonie Mme de Tencin. Około roku 1748 zaczęła gromadzić wokół siebie krąg artystów i literatów, a kiedy w 1749 zmarła Claudine de Tencin, ściągnęła stałych bywalców jej salonu do siebie. Wydawała dwa obiady w tygodniu - w poniedziałki dla malarzy, architektów i innych przedstawicieli sztuk plastycznych, a w środy dla filozofów, literatów i kręgu redaktorów Encyklopedii. Filarami salonu byli Denis Diderot, Voltaire i Jean d’Alembert. Bywali w jej domu także cudzoziemcy, m.in. Horace Walpole i David Hume. Do częstych gości należał też młody Stanisław August Poniatowski.

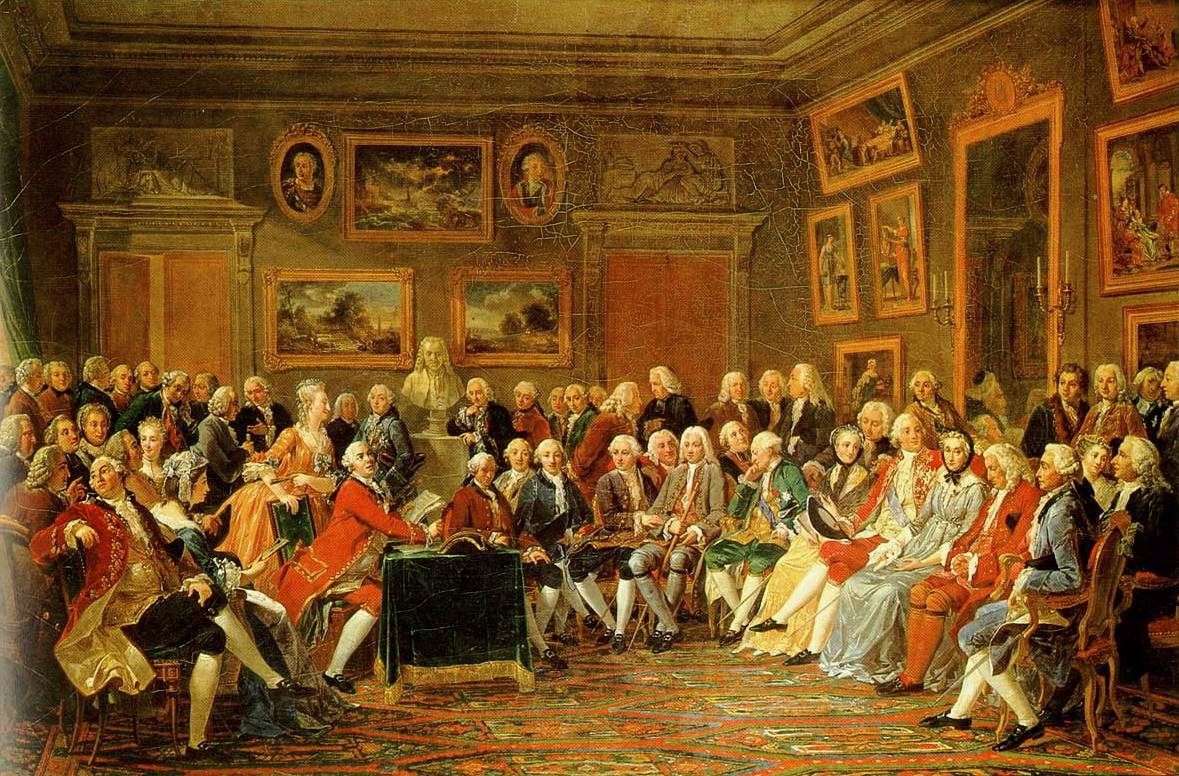
Salon Mme Geoffrin w 1755, w tle widoczne popiersie Voltaire'a

Jako średnio zamożna mieszczka, Geoffrin nie była w stanie olśnić swoich gości bogactwem, więc przybrała prosty styl. Wcześniej, niż wynikałoby to z jej wieku, zaczęła odgrywać rolę starszej damy. Była dla swoich przyjaciół powiernicą, mentorem i trochę zrzędliwą mamusią (tak zresztą zwracał się do niej Stanisław August Poniatowski w swoich listach). Horace Walpole określił Mme Geoffrin jako wzorzec zdrowego rozsądku.
Pomimo że Geoffrin otaczała się encyklopedystami i chętnie widziała w swoim domu ich dyskusje, unikała jednak tych, którzy ściągnęli na siebie otwartą krytykę ze strony władz. Np. encyklopedysta Jean-François Marmontel utracił jej łaski, kiedy z powodu propagowania tolerancji religijnej cenzura zakwestionowała jego Belizariusza. Szerokie horyzonty i kontakty z wolnomyślicielami nie przeszkadzały bowiem Mme Geoffrin zachowywać zewnętrznych pozorów religijności.
Henri Costa de Beaurigard, zaproszony w 1767 na poobiednią dyskusję do salonu Madamme Geoffrin, w sporządzonej przez siebie notatce umieścił nazwiska obecnych. Byli to: książę de la Rochefoucauld, Jean-François Marmontel, Charles-Nicolas Cochin, Joseph Vernet, Auguste Mariette

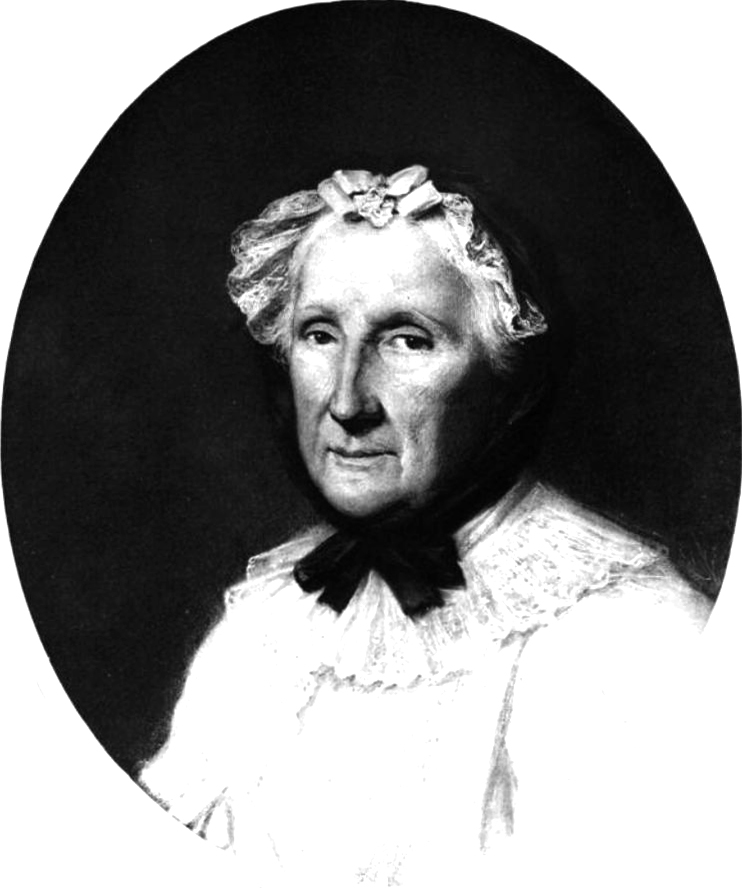
Marie Thérèse Rodet Geoffrin pod koniec życia

W 1766 Marie Thérèse Rodet Geoffrin odbyła podróż do Polski, zaproszona przez będącego już wtedy królem Stanisława Augusta. Podróżowała przez Wiedeń, gdzie została przyjęta przez cesarzową Marię Teresę na specjalnej audiencji w Pałacu Schönbrunn. W Warszawie zatrzymała się w urządzonym na polecenie Stanisława Augusta mieszkaniu, które było wierną kopią jej mieszkania w Paryżu.
Kiedy Mme Geoffrin śmiertelnie zachorowała, jej córka Thérèse, markiza de la Ferté Imbault, odsunęła od niej wszystkich dawnych przyjaciół, aby matka mogła umrzeć jak dobra chrześcijanka. Starsza dama skomentowała to postępowanie dowcipnie: moja córka jest jak Godfryd de Bouillon, broni mojego grobu przed niewiernymi.
Marie Thérèse Rodet Geoffrin zmarła w 1777 roku. Pochowano ją w kościele św. Rocha w Paryżu.